# Lophognathella choreutes
Genre
Espèce
Lophognathella choreutes, unique représentant du genre Lophognathella, est une espèce de collemboles de la famille des Onychiuridae.

## Distribution
Cette espèce se rencontre en Amérique du Nord et au Japon.

## Description
Lophognathella choreutes mesure 1,5 mm.

## Publication originale
- Börner, 1908 : Insecta. (Erste Serie.) A. Apterygota (1.) Collembolen aus Sud-afrika nebst einer Studie uber die I. Maxille der Collembolen. Jena Denkschriften der Med Gesellschaft, vol. 13, p. 51-68 (texte intégral).